# Iota del Cranc
Iota del Cranc (ι Cancri) és un estel binari a la constel·lació del Cranc, (Càncer), situat a uns 298 anys llum de distància del sistema solar. Ambdós components estan separats visualment 30,6 segons d'arc i poden ser resoltes amb un petit telescopi.
L'estel principal, Iota Cancri A (HD 74739 / HR 3475), és una gegant groga de magnitud aparent +4,02. Amb una temperatura de 5.000 K, ha estat classificada indistintament com a G8Iab, G7.5IIIa o G8II. La seva lluminositat, 215 vegades superior a la del Sol, la situa de ple en el grup de les gegants, lluny de les lluminositats que exhibeixen les supergegants. La seva companya, Iota Cancri B (HD 74738 / HR 3474), és una estrella blanca de la seqüència principal de magnitud +6,57 i tipus espectral A3V, amb una temperatura superficial de 8.800 K.
Iota Cancri A, amb una massa 3,5 vegades major que la massa solar, és un estel amb un nucli inert d'heli la superfície del qual s'està refredant. La seva edat s'estima en uns 260 milions d'anys i fins a fa un milió d'anys era un estel blanc-blavenc de tipus B. Per altra banda, Iota Cancri B és 16 vegades més lluminosa que el Sol sent la seva massa gairebé el doble que la massa solar. La separació mínima entre els dos estels és de 2.800 ua i el seu període orbital és d'almenys 65.000 anys.